# Karl von Poellnitz
Barón Dr. Karl von Poellnitz  ( * 1896 - 1945 ) fue un botánico, explorador y agrónomo alemán.
El Barón Dr von Poellnitz trabajó mayormente en Sudáfrica en los años previos a la Segunda Guerra Mundial. Realizó extensas recolecciones e identificaciones y clasificaciones de numerosas especies. Sus lectotipos se resguardan como fotografías, en el Museo y Jardín botánico de Berlin-Dahlem. Fueron llevadas allí vía el Profesor Werdermann en 1948; y esas fotos no fueron reconocidas por ningún taxónomo, excepto M.B.Bayer en 1971. Y en 1997 ya fueron masivamente reconocidas por Breuer & Metzing.
Falleció a consecuencia de un bombardeo cayendo una de ellas en su casa.

## Honores
En su honor se nombró al género:
- (Asphodelaceae) Poellnitzia Uitewaal -- in Succulenta, xxii. 61. 1940

- La abreviatura «Poelln.» se emplea para indicar a Karl von Poellnitz como autoridad en la descripción y clasificación científica de los vegetales.[2]